# 怀特堡
怀特堡（英語：White Castle）是美国路易斯安那州下属的一個鎮。根据2010年美国人口普查，该市有人口1,883人。建置上，属于“town”。